# Maria Botta
Maria Botta (n. 1914 – d. 21 martie 1966, București, România) a fost o actriță română de teatru, care a fost distinsă cu titlul de artist emerit.
A activat la Teatrul Național „I. L. Caragiale” din București.

## Distincții
- Ordinul „Meritul Cultural” în gradul de Medalie cl. I, pentru teatru (1 februarie 1943)[5]
- Ordinul Muncii clasa a II-a (23 ianuarie 1953) „pentru merite deosebite, pentru realizări valoroase în artă și pentru activitate merituoasă”[6]
- titlul de Artist emerit al Republicii Populare Romîne (3 noiembrie 1956) „pentru merite deosebite în activitatea artistică”[7]